# حقوق ال‌جی‌بی‌تی در ایالات متحده آمریکا
حقوق افراد لزبین‌، گی‌، دوجنس‌گرا و تراجنسیتی (ال‌جی‌بی‌تی) در ایالات متحده آمریکا یکی از پیشرفته‌ترین‌ها در جهان هستند، با تغییر چشمگیر افکار عمومی و دانش نظری حقوق از اواخر دهه ۱۹۸۰.
در سال ۱۹۶۲، با آغاز از ایلینوی، ایالت‌ها شروع به جرم‌زدایی از فعالیت‌های جنسی همجنس‌گرایانه کردند، و در سال ۲۰۰۳، از طریق پرونده لارنس در برابر تگزاس، تمام قوانین باقی‌مانده علیه فعالیت‌های جنسی همجنس‌گرایانه باطل شد. در سال ۲۰۰۴، با آغاز از ماساچوست، ایالت‌ها شروع به ارائه ازدواج همجنس‌گرایان کردند و در سال ۲۰۱۵، با پرونده ابرگفل در برابر هاجز، تمام ایالت‌ها ملزم به ارائه آن شدند. در بسیاری از ایالت‌ها و شهرداری‌ها، آمریکایی‌های ال‌جی‌بی‌تی‌کیو به طور مشخص در برابر تبعیض در استخدام، مسکن و دسترسی به امکانات عمومی محافظت می‌شوند. بسیاری از حقوق ال‌جی‌بی‌تی‌کیو در ایالات متحده توسط دیوان عالی ایالات متحده آمریکا تأسیس شده که قوانین ایالتی محدودکننده شناسایی طبقات محافظت‌شده بر اساس همجنس‌گرایی را باطل کرده، قوانین سودومای ملی را لغو کرده، بند ۳ از قانون دفاع از ازدواج را لغو کرده، ازدواج همجنس‌گرایان را در سطح ملی قانونی کرده و تبعیض در استخدام علیه کارمندان همجنس‌گرا و تراجنسیتی را ممنوع کرده است. قوانین ضد تبعیض مرتبط با ال‌جی‌بی‌تی‌کیو در زمینه مسکن و خدمات خصوصی و عمومی به‌طور متفاوتی در ایالت‌ها وجود دارد. بیست و سه ایالت به علاوه واشینگتن دی‌سی، گوام و پورتو ریکو تبعیض بر اساس گرایش جنسی را ممنوع کرده‌اند و بیست و دو ایالت به علاوه واشنگتن دی‌سی، تبعیض بر اساس هویت یا بیان جنسی را ممنوع کرده‌اند. قوانین خانوادگی نیز در ایالت‌ها متفاوت است. سرپرستی کودکان توسط زوج‌های همجنس‌گرا از زمان ابرگفل در برابر هاجز به‌طور ملی قانونی است.
جرایم بر اساس گرایش جنسی یا هویت جنسیتی تحت قانون فدرال به موجب قانون پیشگیری از جرایم نفرت‌انگیز متیو شپارد و جیمز بیرد، جونیور قابل مجازات هستند، اما بسیاری از ایالت‌ها قوانینی برای پوشش گرایش جنسی و/یا هویت جنسیتی ندارند.
نظر عمومی به‌طور قابل توجهی از ازدواج همجنس‌گرایان حمایت می‌کند، در حالی که در مورد مسائل مرتبط با تراجنسیتی‌ها نظرها متفاوت است. یک نظرسنجی ملی از کالج گرینل در سال ۲۰۲۲ نشان داد که ۷۴٪ از آمریکایی‌ها معتقدند ازدواج همجنس‌گرایان باید حق تضمین شده‌ای باشد، در حالی که ۱۳٪ با این نظر مخالف هستند. بر اساس نظرسنجی اجتماعی عمومی، حمایت از ازدواج همجنس‌گرایان در میان افراد ۱۸ تا ۳۴ ساله تقریباً جهانی است. تا سال ۲۰۲۴، ازدواج همجنس‌گرایان دیگر به موضوعی برای بحث عمومی قابل توجه تبدیل نشده است. با این حال، بحث‌ها و اختلافات سیاسی درباره هویت جنسیتی ادامه دارد، به‌ویژه در مورد دسترسی به سرویس‌های بهداشتی، ورزش و مراقبت‌های بهداشتی مربوط به تراجنسیتی‌ها برای کودکان.